# (95625) 2002 GX32
(95625) 2002 GX32, também escrito como (95625) 2002 GX32, é um objeto transnetuniano que está localizado no Disco disperso. Ele tem uma ressonância orbital de 03:07 com o planeta Netuno. Ele veio ao periélio no ano de 1997. Assumindo um albedo genérico dos objetos transnetunianos que é de 0,09, o mesmo terá cerca de 146 km de diâmetro, por isso é muito improvável que o mesmo possa ser classificado como um planeta anão, devido ao seu tamanho relativamente pequeno.

## Descoberta
(95625) 2002 GX32 foi descoberto no dia 8 de abril de 2002 por Marc W. Buie, Amy B. Jordan e James L. Elliot.

## Órbita
A órbita de (95625) 2002 GX32 tem uma excentricidade de 0.376, possui um semieixo maior de 53.015 UA. O seu periélio leva o mesmo a uma distância de 33.070 UA em relação ao Sol e seu afélio a 72.960.

### Ressonância
Simulações realizadas por Emel'yanenko e Kiseleva em 2007 mostram que (95625) 2002 GX32 tem 99% de probabilidade de liberação em ressonância de 03:07 com Netuno.
A ressonância 03:07 com Netune mantém o mesmo mais de 11 UA de distância ce Netuno, durante um período de 14.000 anos.
Este corpo celeste já foi observado 21 vezes ao longo de 4 oposições e tem um código de 3 de qualidade sobre o conhecimento sobre sua órbita.